# Ernesto da Baviera, Eleitor de Colónia
Ernesto de Wittelsbach ou Ernesto da Baviera (em alemão:  Ernst von Bayern; Munique, 17 de dezembro de 1554 - Arnsberg, 17 de fevereiro de 1612) foi um estadista, nobre e religioso alemão. Foi Príncipe Bispo de Frisinga (1566), de Hildesheim (1573), do Príncipe-Bispo de Liège (1581), de Münster (1582), Arcebispo-Eleitor de Colónia do Sacro Império Romano-Germânico (1583) e Príncipe Abade do principado de Stavelot-Malmedy desde 1581. Exerceu cumulativamente todos os cargos até a sua morte.